# ベラフォン・レコード
ベラフォン・レコード（Bellaphon Records）は、「ベラフォン・レコード GmbH」の所有するドイツの独立系レコード・レーベル。このレーベルは独自にアーティストをプロデュースし、他レーベルのアーティストの配給もしている。

## 歴史
ベラフォンは、1961年にブラニスラフ・"ブランコ"・ジバノヴィッチ（1923年 - 1993年）によって設立された。同社はフランクフルトに本社を置いている。

### 所有するレーベル
1972年、ベラフォン・レコード・リーデル&カンパニーKGは、ベラフォン・レコードとアドミラル・レコードを所有した。

### 代表されるレーベル
1972年、ベラフォン・レコード・リーデル&カンパニーKGは、下記レーベルの代表となった。Musidisc（フランス）、オレンジ、リフレクション（どちらもイギリス）、オーディオ・フィデリティ、バング、ブランスウィック、カデット、カデット/コンセプト、カサブランカ、チェッカー、チェス、ファンタジー/ギャラクシー、ホット・ワックス（すべてアメリカ）、ジャナス、GRT（どちらもカナダ）。

### 配給されるレーベル
1982年、ベラフォン・インポートは、西ドイツ全土にある65のドイツの小さなロック、ポップス、ジャズ・レーベルの販売代理店であった。レーベルには、バシラス（Bacillus）や、人気のジャズとブルースのレーベルであったL&Rが含まれていた。ベラフォンが販売を手がけた、その他の注目すべきレーベルには、コンコードやエンヤがあった。

## 創設者の死
ブランコ・ジバノヴィッチは、ベラフォンの社長在任中であった1993年5月29日にフランクフルトで死去した。彼の未亡人となったユッタ・ジバノヴィッチ＝リーデルが会社の責任者を引き継いだ。伝えられるところによれば、彼女はこのビジネスにうまく対処することができず、長い年月にわたって分散レーベルの数々や、ほぼすべてのアーティストを失ったという。配給できるようになったのは、数少ないドイツのシュラーガー・アーティスト（例: ギャビー・バギンスキー、マイケル・モーガン）や、数少ない国際アーティスト（オリビア・ニュートン＝ジョン、グレアム・ゴーブル）ぐらいであった。

## レコーディング・アーティスト
- ジョニー・キャッシュ
- フリッパーズ
- ガニュメート
- ジョーディー
- ジョーン・ジェット&ザ・ブラックハーツ
- ファーレンハイト212
- フランツ・ランベルト
- リマール
- マージャー
- ネクター
- ベーゼ・オンケルツ
- スージー・クアトロ
- リンゴ・スター